# Losbanosia hibarensis
Losbanosia hibarensis är en insektsart som först beskrevs av Matsumura 1935.  Losbanosia hibarensis ingår i släktet Losbanosia och familjen Derbidae. Inga underarter finns listade i Catalogue of Life.